# Уваров, Владимир Анатольевич
Владимир Анатольевич Уваров (род. 27 января 1974, Воскресенск, Московская область) — советский и российский хоккеист, нападающий.

## Биография
Воспитанник московского «Спартака», дебютировал за команду в чемпионате СССР 1991/92, 5 и 7 октября сыграв в двух гостевых матчах. Выступал за клубы «Аргус» (1991/92), «Вятич» Рязань (1992/93), «Спартак» Москва (1993/94 — 1995/96), ЦСКА (1996/97, 2001/02), ЦСКА-2 (1996/97 — 1997/98), «Химик» Воскресенск (1997/98 — 2000/01), «Нефтяник» Альметьевск и «Капитан» Ступино (2002/03), «Рыбинск» (2003/04), «Витязь» Подольск / Чехов (2003/04 — 2004/05), «Спутник» Нижний Тагил (2004/05).
Игрок любительского «Метеора».